# Radiografia periapical
A radiografia periapical são radiografias tiradas dos dentes onde aparecem as faces vestibular e lingual sobrepostas e todo o comprimento O/I-A e largura M-D. Este tipo de radiografia mostra o dente completo e o osso que o rodeia. São utilizadas para mostrar a cárie e doenças periapicais e periodontal.